# Boeckella anderssonorum
Boeckella anderssonorum is een eenoogkreeftjessoort uit de familie van de Centropagidae. De wetenschappelijke naam van de soort is voor het eerst geldig gepubliceerd in 1905 door Ekman.